# آبشار آشلو

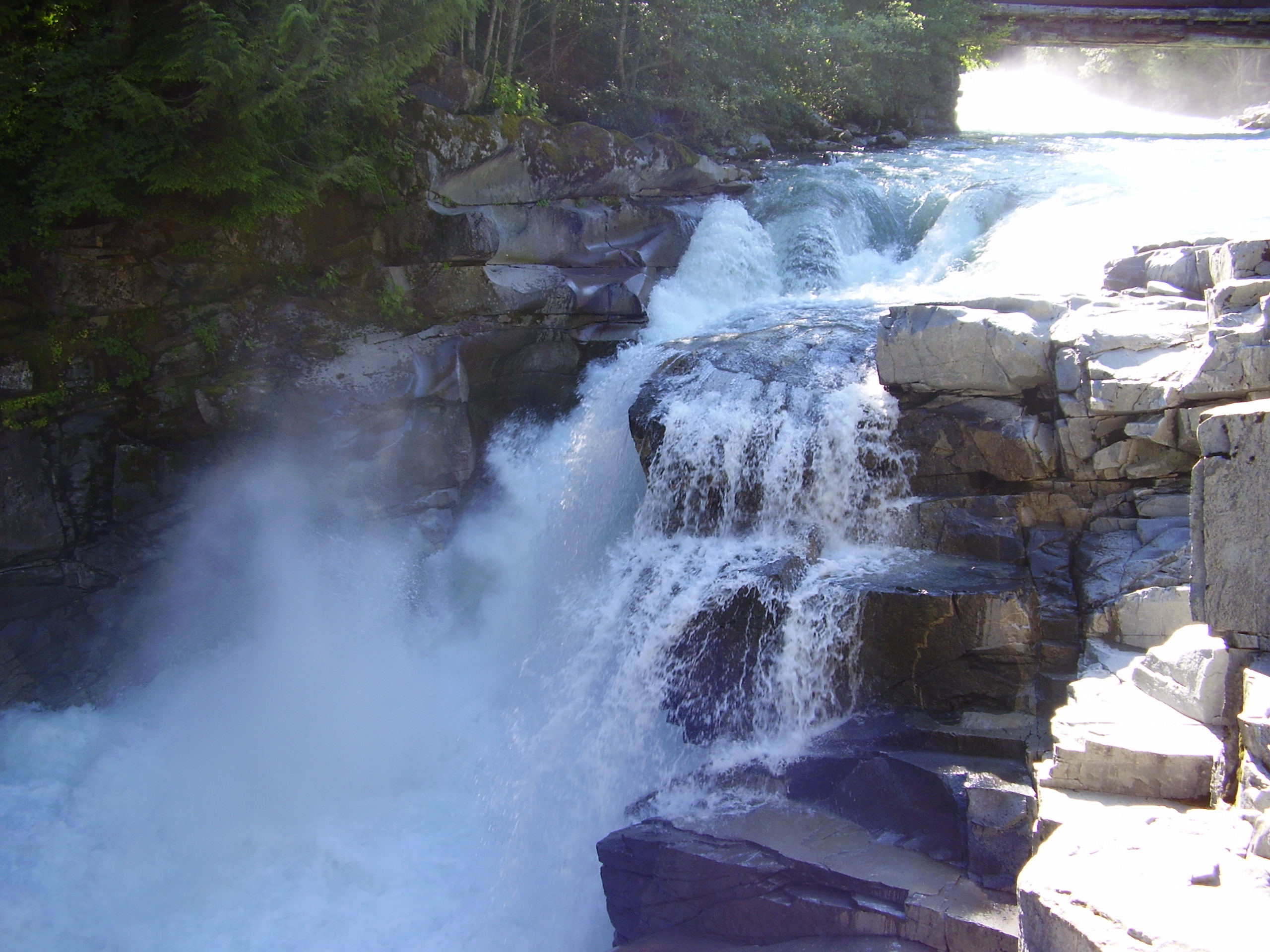
عکسی از ابشار آشلو

آبشار آشلو (به انگلیسی: Ashlu Falls) آبشاری است که در بریتیش کلمبیا، کانادا واقع شده و ارتفاع کلی ریزشگاه آن ۳۳ فوت (۱۰ متر) است.